# Pango
Pango (Παν语) é uma biblioteca de computação, sob licença LGPL open source, usada por desenvolvedores de software para disposição e renderização de texto em alta qualidade, enfatizando o suporte para texto multilíngüe. Diferentes front-end podem ser usados, permitindo o suporte multi-plataforma, de modo que textos apresentados pelo Pango aparecerão semelhantes em diferentes sistemas operacionais, como Linux, Apple Mac OS e Microsoft Windows.

## Utilização
O Pango foi integrado na maioria das distribuições Linux. O GTK+ toolkit de interface do usuário usa o Pango para todos os seus processamentos de texto.

## Nome
O nome deriva do grego pan (παν, "todos") e do japonês gô (语, "linguagem").

## Suporte a recursos OpenType

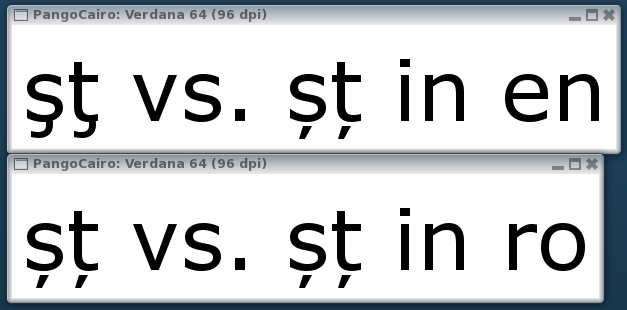
Renderização padrão acima, tornando localizada romeno abaixo.

Pango 1.17 é dos mais recentes suportarem  o script locl  tag  que permite que os glifos alternativos a serem utilizados para o mesmo ponto de código Unicode. Supondo que você tenha Verdana versão 5.01 instalado, que suporta o recurso para o script locl Latn/ROM (romeno), uma demonstração rápida (no Linux) é:
```
for
 
lang
 
in
 
en
 
ro
;
 
do
 
pango-view
 
\

 
--font
=
"Verdana 64"
 
\

 
--text
 
"şţ vs. șț in 
$lang
"
 
\

 
--language
=
$lang
;
 
done

```

Definindo o locale através da variável de ambiente POSIX, por exemplo, LANG = ro_RO.UTF-8 também fará Pango usar recurso locl' de fonte. Finalmente, você pode alterar o idioma na mosca no mesmo texto usando a marcação Pango, por exemplo:
```
pango-view
 
\

 
--font
=
"Verdana 24"
 
\

 
--markup
 
\

 
--text
 
'In the same text: <span lang="en">şţ</span>(en) and <span lang="ro">şţ</span>(ro).'

```

A mostra oficial do conhecimento de recursos de script Pango é aqui.

## Texto e gráficos
A manipulação de texto completo e renderização de gráficos é fornecida quando integradas com Cairo.

## HarfBuzz
HarfBuzz  (em persa : حرفباز ) é um layout/motor de modelagem para fontes OpenType. Seu objetivo é padronizar o layout de texto em software livre, seu código começou originalmente como parte do projeto FreeType, foi então desenvolvida separadamente em Qt e Pango, finalmente mescladas de volta para um repositório comum. Ambos Qt e Pango usam atualmente HarfBuzz; outros usuários autônomos incluem Firefox e Chromium, o projecto de código aberto por trás do Google Chrome.